# Drugo europsko nogometno natjecanje reprezentacija hrvatskih nacionalnih manjina 2009.
Drugo Europsko nogometno natjecanje reprezentacija hrvatskih nacionalnih manjina, održalo se u okolici Splita od 19. do 21. lipnja 2009. godine u organizaciji Hrvatskog nogometnog saveza (Povjerenstvo za organizaciju natjecanja hrvatskih klubova u Europi i nacionalnih manjina), Hrvatske matice iseljenika i Ministarstva vanjskih poslova i europskih integracija Republike Hrvatske.

## Mjesta odigravanja
Igralo se u Dugopolju, Mravincima, Žrnovnici, Kaštel Gomilici i Kaštel Sućurcu.

## Sudionici
Na natjecanju su nastupili predstavnici Prvenstvo svih autohtonih manjinskih skupina Hrvata iz:.
- Austrije (iz Gradišća)
- Crne Gore
- Mađarske
- Makedonije
- Rumunjske
- Slovačke
- Slovenije
- Srbije (iz Vojvodine)

Od prvotno predviđenih neće sudjelovati izabrani sastav moliških Hrvata i janjevskih Hrvata.

## Sastavi
- Austrije: Peljač nogometne sekcije Hrvatskoga kulturnoga društva Bruno Radaković, trener Norbert Barišić iz Cindrofa.
- Crne Gore:
- Mađarske: Izbornik Ivan Gugan.[1]
- Makedonije:
- Rumunjske:
- Slovačke:
- Slovenije:
- Srbije:

## Natjecateljski sustav
Momčad koja osvoji ovo prvenstvo stječe pravo sudjelovati na prvenstvu Europe svih klubova s hrvatskim predznakom, koje će se održati 2011. u Švicarskoj.

Momčad koja pobijedi na tom, većem prvenstvu stječe pravo natjecati se na svjetskom prvenstvu u Sydney.
U prvom dijelu će momčadi igrati u dvjema skupinama po jednokružnom ligaškom sustavu. Pobjednici u skupinama će međusobno doigravati za prvo mjesto, a drugoplasirani će međusobno doigravati za treće mjesto.
Da bi mogli sudjelovati na prvenstvu, HNS je Uredbom odredio tko smije sudjelovati. Uredba je donesena mjesec dana prije početka prvenstva Prema toj uredbi, ne smiju nastupati igrači sa sklopljenim profesionalnim ugovorima, a igrači smiju igrati za reprezentaciju isključivo ako im to odobri matični nogometni klub. Nastup je dopušten samo igračima koji udovoljavaju uvjetima koji se odnose na pripadnost manjinskoj zajednici. 

## Rezultati

### 1. skupina
Natjecali su se Hrvati iz Vojvodine (Srbije), Crne Gore, Austrije i Makedonije.
- 1. kolo:

Vojvodina - Crna Gora 3:1

Austrija - Makedonija ?
- 2. kolo:

Vojvodina - Austrija 1:1

Crna Gora - Makedonija ? 
- 3. kolo:

Vojvodina - Makedonija 3:0

Austrija - Crna Gora ?

### 2. skupina
Natjecali su se Hrvati iz Slovačke, Slovenije, Mađarske i Rumunjske. 

### Za medalje
- za 3. mjesto

Vojvodina (Srbija) - Slovačka 2:0
- za 1. mjesto

Slovenija - Austrija 2:0
Pobjednici, Hrvati iz Slovenije su osvajanjem naslova prvaka su se plasirali na EP klubova koji su utemeljili Hrvati, a održava se 2010. godine u Švicarskoj. Prve tri momčadi s tog prvenstva stječu pravo sudjelovati na SP-u klubova koje su utemeljili Hrvati.

## Konačni poredak
1. Slovenija 

2. Austrija

3. Vojvodina (Srbija)

4. Slovačka

5. ?

6. ?

7. Rumunjska  
8. Makedonija

## Priznanja
Najbolji vratar: 

Najbolji igrač: 

Najbolji strijelac: 

Fair-play: 

## Vanjske poveznice
- Radio Subotica  Arhivirana inačica izvorne stranice od 28. veljače 2021. (Wayback Machine) Drugo europsko prvenstvo u nogometu hrvatskih nacionalnih manjina, 17. lipnja 2009.
- HNS Nogometaši hrvatske manjine iz Slovenije osvojili prvenstvo, 22. lipnja 2009.
- Sportnet U Splitu EP hrvatskih reprezentacija iz inozemstva, 21. lipnja 2009.
- Slobodna Dalmacija U Splitu počeo EP hrvatskih reprezentacija iz inozemstva, 21. lipnja 2009.
- Slobodna Dalmacija Split: nogometaši hrvatske manjine iz Slovenije osvojili prvenstvo, 21. lipnja 2009.
- Hrvatska matica iseljenika[neaktivna poveznica] II. eur. prvenstvo nogometnih klubova hrv. manjina